# Čekote
Čekote su naseljeno mjesto u sastavu općine Zenice, Federacija Bosne i Hercegovine, BiH. 

## Upravna organizacija
Godine 1981. ušle su u sastav novog naselja Gornje Gračanice, nastalog spajanjem naselja Čekota, Drinjana, Jezera, Mrgodića, Potoka i Tuganje (Sl.list NRBiH 28/81 i 33/81)

## Stanovništvo
Prema popisu 1981. ovdje su živjeli:
- Muslimani - 186
- UKUPNO: 186